# Turners Cross
Turners Cross est un stade de football situé dans la ville de Cork en Irlande. Il tient son nom de sa localisation dans le district de Turner Cross. Le stade appartient à la Munster Football Association, relais de la Fédération d'Irlande de football dans la province du Munster et  est le stade du club professionnel du Cork City Football Club.
Après sa rénovation de 2009, Turners Cross est le premier stade d’Irlande à avoir tous ses sièges assis et couverts. Il est maintenant le seul dans cet état avec le tout nouveau Aviva Stadium à Dublin.
En plus des matchs habituels de Cork City, le stade est utilisé pour toutes sortes de rencontres de football, des catégories de jeunes au niveau local, régional, national ou international, mais aussi par les équipes nationales féminines.

## Équipements
Pendant de nombreuses années, Turners Cross n’a été qu’un terrain entouré de buttes de terre où s’installaient debout ou assis les spectateurs avec en plus une petite tribune couverte surnommée "The Shed". Sa rénovation en 2009 en a fait un stade confortable où tous les spectateurs sont assis et où toutes les places bénéficient d’un toit.
La configuration actuelle du stade s’établit comme suit :
- La tribune "Donie Forde" avec 1 900 places. Cette tribune accueille en son sein les vestiaires, un espace réservé à la presse et la salle de contrôle et de sécurité du stade.
- La tribune de "Derrynane Road" avec 1 185 places[3],[4]
- La tribune "St. Anne's" est située à l’ouest du stade et a une capacité approximative de 2 800 places.
- La tribune surnommée "The Shed" est positionnée à l’est. Elle a une capacité de 1 600 places. Elle a été inaugurée en 2007[5]. C’est dans cette tribune que sont situés les principaux clubs de supporters du club de Cork City